# 심청전 (1925년 영화)
"심청전"은 한국에서 제작된 이경손 감독의 1925년 영화이다. 나운규 등이 주연으로 출연하였고 윤백남 등이 제작에 참여하였다.

## 출연

### 주연
- 나운규
- 최덕선
- 이경손
- 김우연